# Gnophos sericaria
Gnophos sericaria là một loài bướm đêm trong họ Geometridae.